# سولفونیک اسید

ساختار عمومی سولفونیک اسیدها

سولفونیک اسید(به انگلیسی: Sulfonic acid) دسته‌ای از ترکیبات آلی گوگرد است که فرمول کلی آن به صورت RS(=O)2–OH است که در آن R نشان دهنده یک گروه آلکیل یا آریل است. نمک سدیک آن، به عنوان سورفکتانت آنیونی در اکثر شوینده‌های خانگی نظیر مایعات ظرفشویی و پودرهای لباسشویی کاربرد دارد.
در واقع این ماده را می توان اسید سولفوریکی در نظر گرفت که یک گروه هیدروکسیل با یک بخش آلی جایگزین شده، دارد. نمک ها و یا استرهای سولفونیک اسید، سولفونات نامیده می شوند.
روش تولید:
از طریق سوزاندن گوگرد و تولید SO2 و سپس تبدیل آن در حضور بستر کاتالیستی به SO3. پس از آن واکنش گاز SO3 و آلکیل بنزن خطی (LAB) در رآکتور سولفوناسیون.
در این واکنش، تری اکسید گوگرد یک الکتروفیل است و تحت سولفوناسیون مستقیم اسید متان سولفونیک را به اسید متان دی سولفونیک تبدیل می کند. بسیاری از اسیدهای سولفونیک آلکان از بی سولفیت به دست می آیند که به آلکن های انتهایی اضافه می شوند یا توسط آلکیل هالیدها آلکیله می شوند.
روش انداره گیری میزان درصد خلوص سولفونیک اسید:
بهترین روش برای انداره گیری درصد خلوص آن روش تیتراسیون است.از هایامین با نرمالیته 0.004،به عنوان تیترانت استفاده میشود.روش کار به این صورت است که ابتدا یک گرم از اسید در بشر 100 سی سی وزن میشود و وزن دقیق آن یادداشت میشود.در مرحله بعد با اضافه کردن حدود 30 سی سی آب مقطر به بشر و حل شدن کامل آن،با سود(NaOH)0.1 نرمال با معرف فنول تیتر میشود تا میزان ارزش اسیدی مشخص شود.سپس محلول درون بشر که به رنگ صورتی کم رنگ در آمده را به بالن 500 سی سی انتقال داده و به حجم میرسانیم.سپس با پیپت 5 سی سی از محلول را به نسلر (حاوی 15سی سی آب مقطر،15سی سی میکس اندیکاتور و10سی سی کلروفرم)انتقال داده و با هایامین تیتر میکنیم.

## نگارخانه

تائورین،  a bile acid, and one of the few naturally occurring sulfonic acids (shown in uncommon توتومر).
پرفلوئورواکتان‌سولفونیک اسید،  a surfactant and a controversial pollutant.
پی-تولوئن‌سولفونیک اسید،  a widely used reagent in organic synthesis.
Nafion, a polymeric sulfonic acid useful in پیل سوختیs.
سدیم دودسیل‌بنزن‌سولفونات،  an alkylbenzenesulfonate ماده فعال سطحی used in laundry detergents.